# Sam Farha
Ihsan Farha, detto Sam (in arabo إحسان فرحة‎?; Beirut, 1959), è un giocatore di poker libanese.
Trasferitosi negli Stati Uniti a causa della guerra civile che infiammava il Libano, inizia la sua carriera di giocatore professionista di poker nel 1990.
Dopo le WSOP 2010 detiene 3 braccialetti delle World Series of Poker e 9 piazzamenti a premi. Tre sono invece i piazzamenti al World Poker Tour.
Da ricordare il suo secondo posto nel Main Event delle World Series of Poker 2003, quando fu battuto da Chris Moneymaker.

## Braccialetti vinti alle WSOP

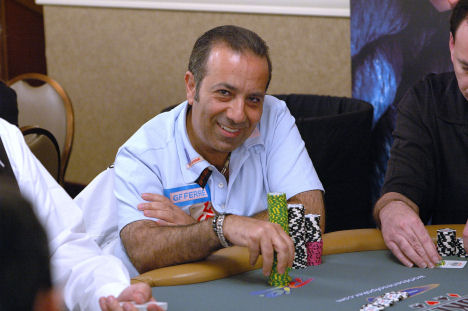
Sam Farha alle World Series of Poker 2006

| Anno | Torneo                                              | Vincita (US$) |
| ---- | --------------------------------------------------- | ------------- |
| 1998 | $2.500 Pot Limit Omaha                              | $145 000      |
| 2006 | $5.000 Omaha Hi-Lo (8 or better)                    | $398,560      |
| 2010 | $10.000 Omaha Hi-Low Split-8 or Better Championship | $488,241      |